# Estadio Arredondo
El estadio Arredondo fue un recinto deportivo inaugurado en 1914 en Quillota, Región de Valparaíso, Chile. Albergó los encuentros de la Liga de Fútbol de Quillota y de San Luis hasta el año 1937.

## Historia
Los terrenos en donde funcionó el estadio fueron adquiridos a la sucesión de Pedro Salvá por el comerciante Heriberto Arredondo. La construcción del recinto en 1914 contempló tres canchas de fútbol, una cancha de básquetbol, camarines, y graderías para 1000 personas, con una tribuna especial para el directorio. Con su inauguración, el Estadio Arredondo concentró la mayoría de los encuentros de la Liga de Fútbol de Quillota, y en particular de San Luis.
Cuando se abrió la avenida 21 de Mayo en 1915, entre el estadio y la calle Simón Álamos, el recinto adquirió una mayor preponderancia en la ciudad, ya que comenzó a albergar distintas manifestaciones culturales y sociales. También acogió encuentros de atletismo, boxeo y lucha libre.
En 1928 fue escenario del primer amistoso internacional de San Luis, cuando el Atlético Chalaco del Perú, en medio de su gira por Chile, visitó Quillota. El conjunto peruano, que solo se había inclinado frente a Colo-Colo durante la gira, llegó a Quillota en medio de un gran recibimiento que incluyó un desfile por el centro de la ciudad. Frente a 3000 espectadores San Luis derrotó a Atlético Chalaco por 4-3, y se adjudicó la «Copa Confraternidad Chilena-Peruana».
Luego de la muerte de Heriberto Arredondo en 1934, el terreno del estadio comenzó a recibir ofertas para dejar de funcionar como campo de deportes. En 1937 la Compañía Explotadora Aurífera de Ocoa compró los terrenos del recinto deportivo para acopio de material, por lo que el estadio se clausuró. El último partido oficial correspondió al encuentro correspondiente a la fecha final de la Liga de Fútbol de Quillota, el 17 de enero de 1937, entre San Luis y Unión Royal, que favoreció al conjunto canario por 3 a 1.
De forma posterior en los terrenos del estadio se construyó la Villa El Crisol.